# Armand Krajnc
Armand Krajnc est un boxeur suédois né le 7 août 1973 à Landskrona.

## Carrière
Passé professionnel en 1996, il devient champion du monde des poids moyens WBO le 27 novembre 1999 en stoppant au 8e round Jason Matthews. Krajnc conserve sa ceinture face à Jonathan Corn, Bert Schenk et Paolo Roberto puis perd aux points contre Harry Simon le 6 avril 2002. Il s'incline également contre Sven Ottke en 2004 et décide alors de mettre un terme à sa carrière.